# Хабибу, Хабиб
Мухамаду Хабиб Хабибу (фр. Mouhamadou Habib Habibou, 16 апреля 1987, Бриа, Центральная Африка) — центральноафриканский футболист, играет на позиции нападающего. Игрок национальной сборной ЦАР.

## Клубная карьера
Воспитанник французских клубов «Венсен» и «Клерфонтэн» и молодёжной академии «Пари Сен-Жермен».

### Шарлеруа
Первый профессиональный контракт подписал в 2005 году с бельгийским «Шарлеруа». В чемпионате Бельгии дебютировал 29 июля 2006 года в игре против «Льерса» (0:0). Из «Шарлеруа» дважды уходил в аренду — в клуб одного из низших дивизионов Бельгии «Тюбиз» (в котором забил 10 голов в 13 матчах) и в один из сильнейших клубов Румынии — «Стяуа» из Бухареста. За пять неполных сезонов сыграл 51 матч за основной состав «Шарлеруа» в чемпионатах Бельгии и забил 14 голов.

### Зюлте-Варегем
В 2010 году Хабибу подписал контракт с другим бельгийским клубом, «Зюлте-Варегем», в первом сезоне провёл за него 30 матчей и забил 12 голов. В одной из игр сезона 2010/11, против «Локерена», футболист поймал выбежавшую на поле утку и вынес её с поля.
Футболист вызывал интерес у английских клубов и побывал на просмотрах в «Брайтон энд Хоув Альбион» и «Вест Хэм Юнайтед». Также Хабибу был на просмотре в «КПР», но лондонский клуб предпочёл приобрести на позицию нападающего француза Лоика Реми.
В январе 2013 года Хабибу наконец перебрался в Англию, перейдя на правах аренды в «Лидс Юнайтед». В составе «Лидса» он дебютировал 2 февраля, в игре против «Кардифф Сити». За «Лидс» он сыграл 4 матча (в трёх вышел на замену, в одном вышел в старте и был заменён) и в мае 2013 года покинул команду, вернувшись в Бельгию.
Сезон 2013/14 Хабиб Хабибу начал в составе «Зюлте-Варегема», забив 9 голов в 17 матчах первого круга чемпионата Бельгии. Всего за «Зюлте-Варегем» он сыграл 75 игр и забил 29 голов за 3,5 года в команде.

### Гент
В зимнее трансферное окно 2013/14 Хабибу перешёл в «Гент», также выступающий в чемпионате Бельгии, за сумму 1,6 млн евро. В оставшейся части сезона он забил 11 голов в 15 играх, в том числе трижды делал «хет-трик» — в матчах против «Серкль Брюгге», «Ваасланд-Беверен» и «Льерса». Забив в общей сложности 20 голов за сезон, он занял третье место в споре бомбардиров чемпионата Бельгии 2013/14.
Летом 2014 года к Хабибу проявляли интерес германские «Вердер» и «Гамбург» и московский «ЦСКА».

## Международная карьера
Призывается в состав сборной Центрально-Африканской Республики.